# Литячевский сельский совет
Литячевский сельский совет (укр. Литячівська сільська рада) — входит в состав
Залещицкого района
Тернопольской области
Украины.
Административный центр сельского совета находится в 
с. Литячи.

## Населённые пункты совета
- с. Литячи